# Tujowiec szerokolistny
Tujowiec szerokolistny (Thuidium recognitum (Hedw.) Lindb.) – gatunek mchu należący do rodziny tujowcowatych (Thuidiaceae).
Do gatunku bywa włączany tujowiec włoskolistny Thuidium philibertii Limpr. w randze podgatunku Thuidium recognitum subsp. philibertii (Limpr.) Dixon.

## Ochrona
Gatunek jest objęty w Polsce ochroną częściową nieprzerwanie od 2004 roku.